# Улица Ватутина (Тюмень)

Улица Вату́тина — улица в северо-восточной части Тюмени. Проходит от ул. Дружбы до перекрестка улиц Ветеранов труда и Ватутина. Нумерация домов ведётся от улицы Дружбы.

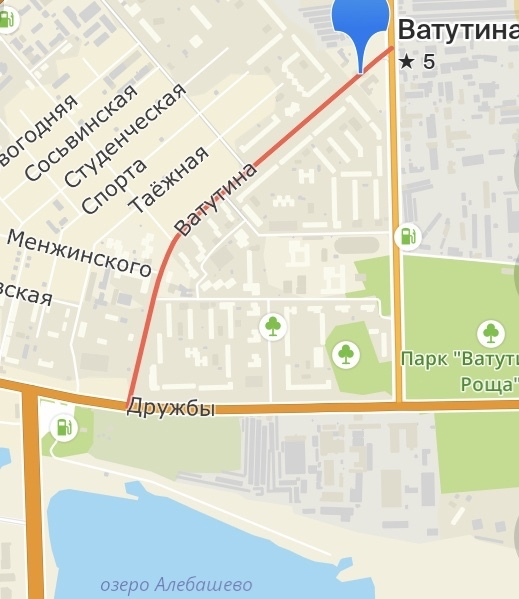
Улица Ватутина

## Географическое расположение
Улица Ватутина находится в северо-восточной части города Тюмени. Проходит от ул. Дружбы до перекрестка улиц Ветеранов труда и Ватутина. Нумерация домов ведётся от улицы Дружбы. Протяжённость Ватутина составляет 1,9 километра.
Справа на Ватутина выходят Шаимский и Юганский проезды; слева —улицы Менжинского, Чайковского, Велижанская, Безымянная.

## Происхождение улицы
В декабре 1958 г. одну из новых улиц в районе бывшего колхоза им. Менжинского назвали именем Н. Ф. Ватутина. Неизвестно почему тюменцы вспомнили о генерале армии, который никогда не бывал в Тюмени и воевал очень далеко от нее.
Николай Федорович Ватутин родился в 1901 г. в крестьянской семье той же Курской области, где ему потом довелось воевать. С 19 лет связал он свою жизнь с Советской Армией. К середине Великой Отечественной войны 1941—1945 гг. Н.Ф. Ватутин был уже известным военачальником. Он командовал войсками Воронежского, Сталинградского, Юго-Западного фронтов.

## История
Нечетная сторона
С 1957 г. начало застраиваться обширное пространство на юго-восток от Велижанского тракта. Крайней улицей, ограничивающей с юго-востока этот район, и была ул. Ватутина. Она вначале намечалась короткой и прямой, но постепенно удлинялась и в результате своеобразной застройки микрорайона приобрела изогнутую в виде бумеранга форму. Долго она оставалась улицей-односторонкой; деревянного деревенского вида домами застраивалась только нечетная сторона. Улица была грязная и труднопроезжая, так как проложена по низменной болотной территории. На противоположной стороне ее были поля совхоза им. Калинина (с. Ембаево), пастбище, лесок. На этой же нечетной стороне в начале 1980-х гг. автотранспортное управление построило для своих рабочих два 9-этажных дома. В 1982 г. открыт муниципальный рынок «Парфеновский». Теперь — торговый комплекс.
На дальнем конце нечетной стороны ул. Ватутина частная строительная фирма к 2003 г. построила многоэтажные кирпичные дома № 51 и 79.
Четная сторона
В начале 1970-х гг. строители пришли на четную сторону ул. Ватутина. В 1975 г. заселили первый дом, № 5, относящийся теперь к ул. Ветеранов труда, а тогда этой улицы не было, и он считался № 6 по ул. Ватутина.
В 70-е года построили пожарную часть № 40. Она должна охранять от пожаров деревянные окраины заречной части Тюмени: Парфеново, Новые юрты, Казарово, Матмасы, Тарманы и др.
Сначала это была военизированная пожарная часть. До этого в заречной части не было обособленного пожарного подразделения. В 1935 году тюменцы писали письмо и просили создать здесь пожарную часть.

В 1982 г. построена 4-этажная поликлиника № 8, в 1981 г. — школа № 36, в 1986 г. — школа № 56, а в 1997 г. в здании бывшего детсада открылась школа № 81 с углубленным изучением немецкого языка и математики.

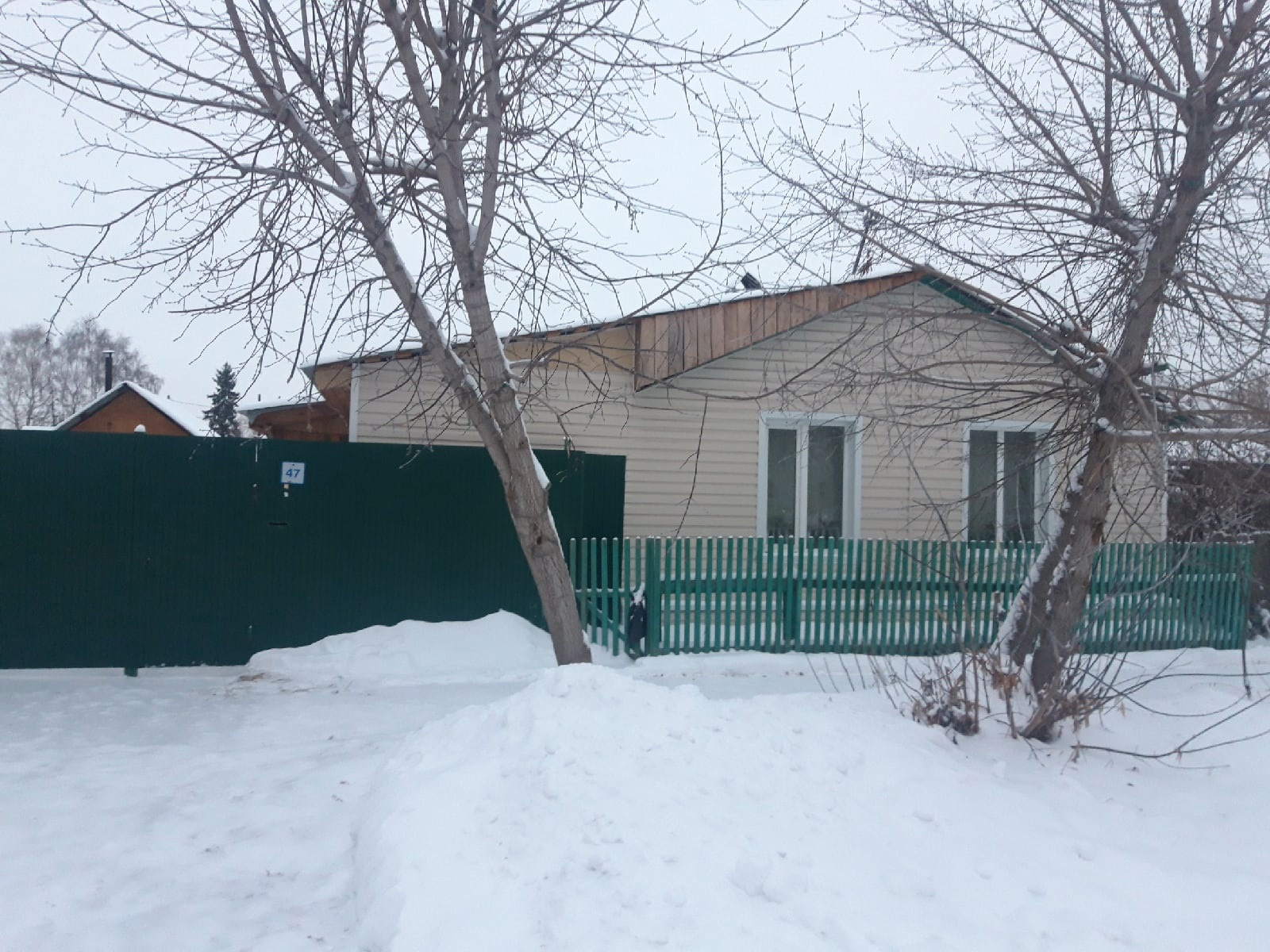
Ватутина, 47

В 1998 г. началась телефонизация микрорайона на базе новейших разработок в области связи. В июле вблизи пожарной части № 40 построили металлическую мачту для установки необходимого оборудования.
Последние дома по ул. Ватутина построены в начале 1990-х гг. вблизи ул. Дружбы. На застройку всего микрорайона ушло около 25 лет.

### Описание городской среды
Протяженность улицы составляет 1,9 км. Внимания заслуживает любовь ее жителей к уходу за территорией у своих домов. В подъездах можно увидеть мрачные лифты с исписанными стенами. Но коридоры довольно просторные, хоть и очень тёмные и обшарпанные. Район относительно молодой, и сейчас в нем живет много пожилых людей. В основном это те, кто в 70-80-е получали здесь жилье от организаций. Район очень зеленый и выглядит спокойным, хотя кажется, что, как сядет солнце, атмосфера может заметно поменяться.
Всего квартир на улице Ватутина 2613. Общая жилая площадь равна 97525,62 м². На этой улице проживает около 4063 человек.
Первые 2 дома (Ватутина, 45 и 47) были построены в 1961 году. Последние же (Ватутина, 55) — в 2005 году.

## Транспорт
Движение по всей улице двустороннее. Нечётная и чётная стороны улицы соединены шестью пешеходными переходами.

### Парковки
Сегодня вдоль улицы расположены четыре бесплатные парковки на нечетной стороне и три на четной, которые вмещают от 7 до 36 мест. Платные парковки отсутствуют.

### Наземный общественный транспорт
По улице проходят автобусы 37 и 40, и маршрутные такси 4, 4д, 29, 29д, 44. На Ватутина расположены 6 автобусных остановок: 3 на четной и 3 на нечетной:
- Стоматологическая поликлиника № 1
- Юганский проезд
- УМВД по г. Тюмени

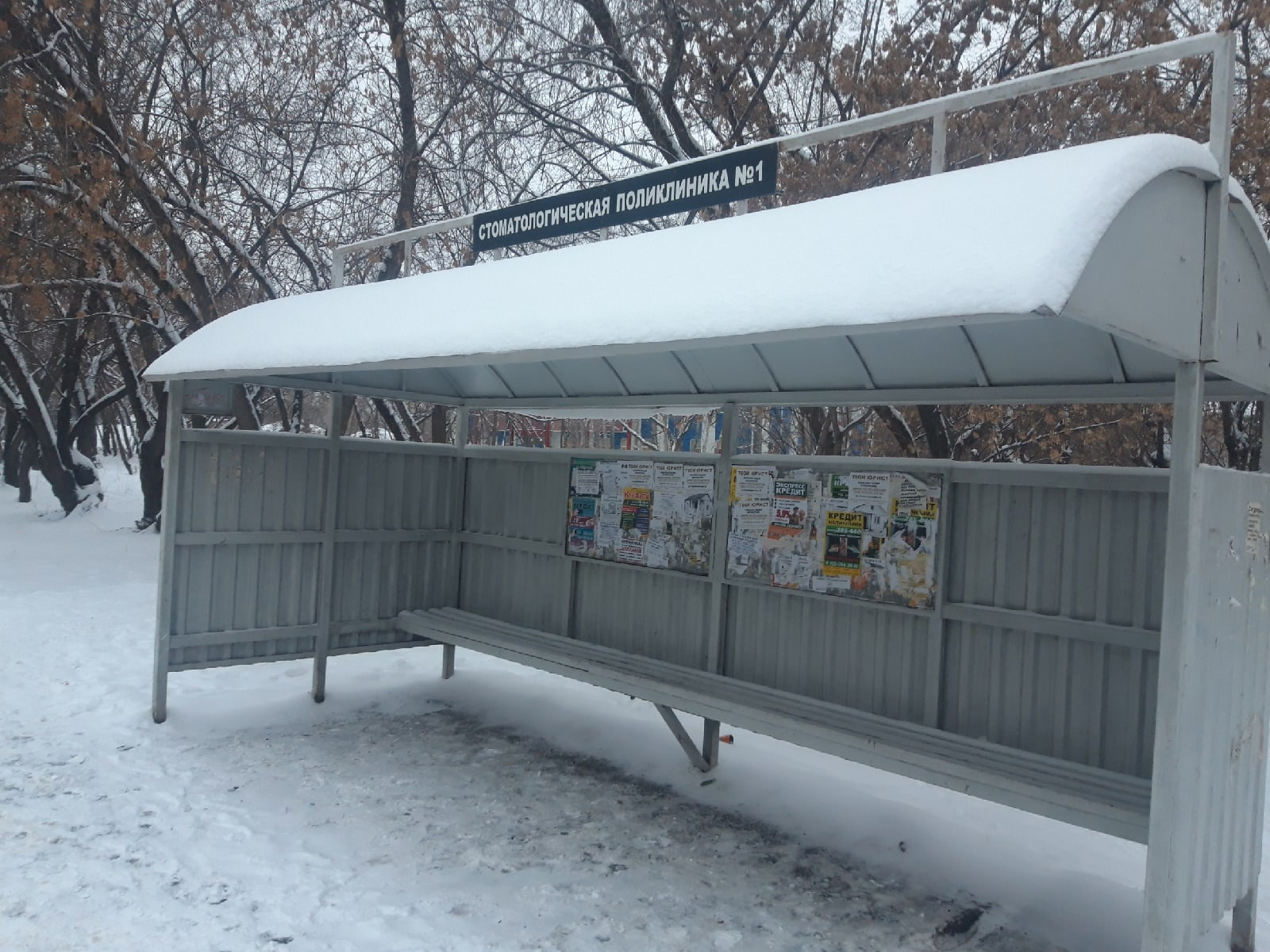
Остановка "Стоматологическая поликлиника №1"
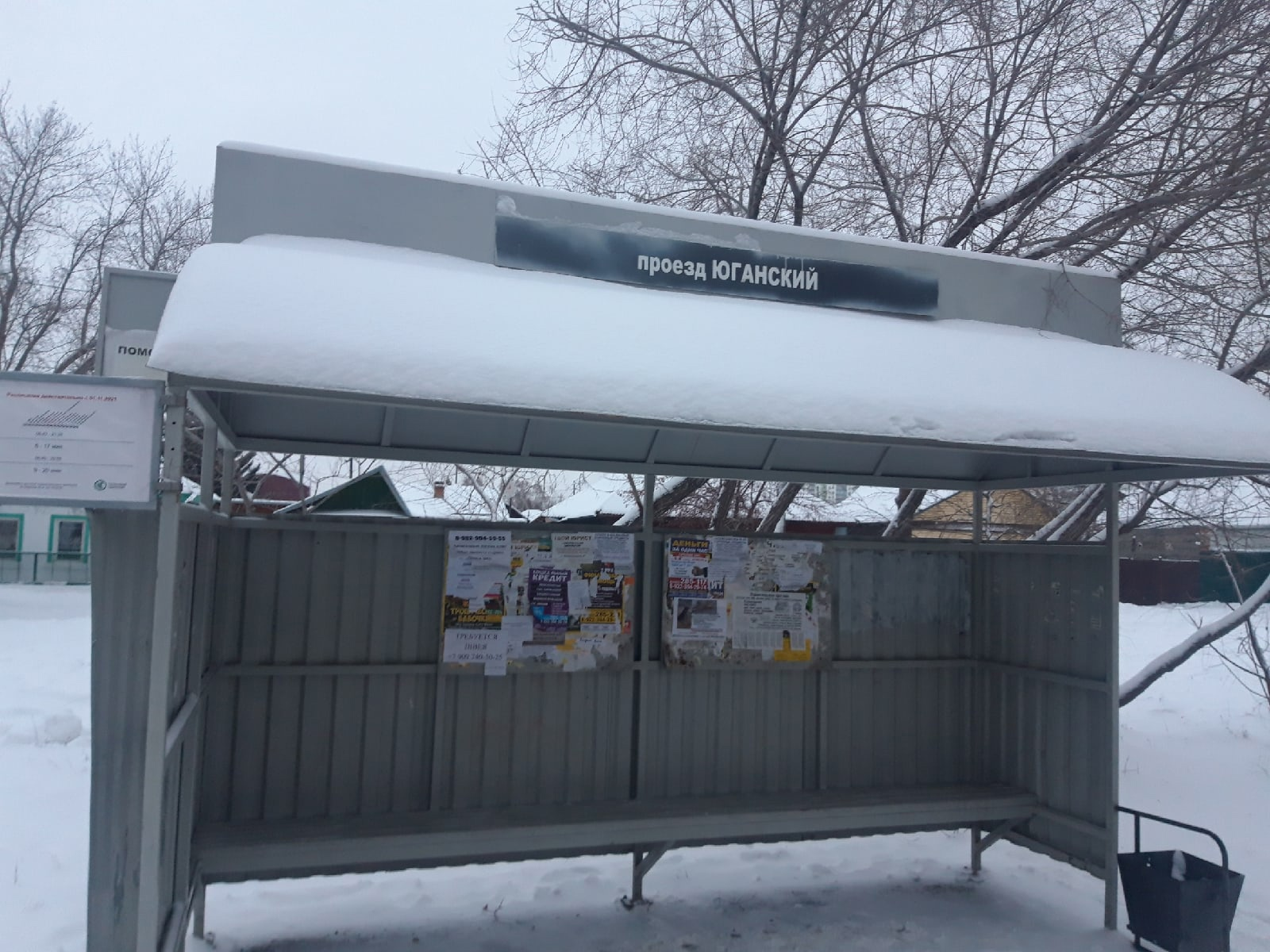
Остановка "Юганский проезд"
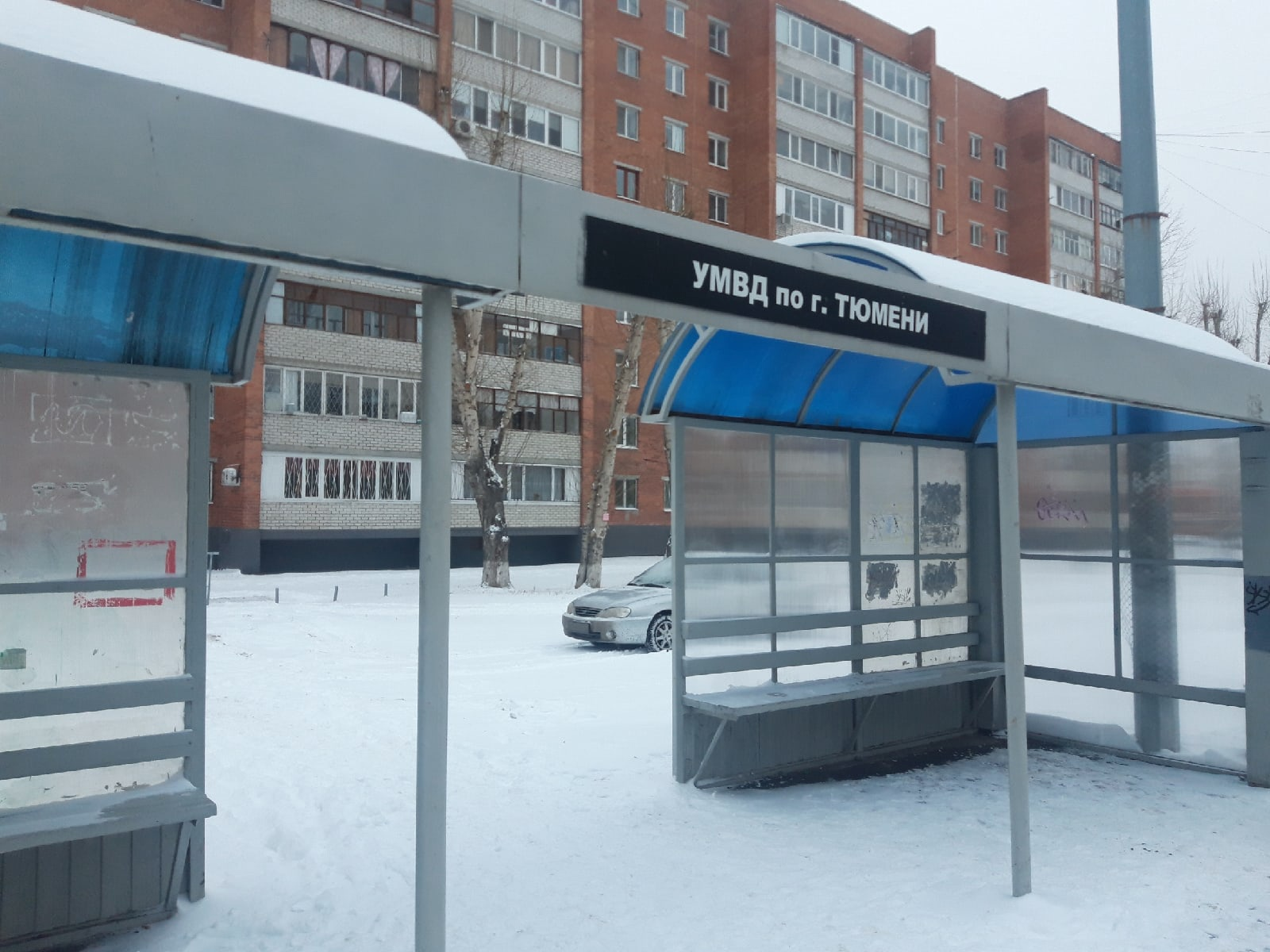
Остановка "УМВД по г. Тюмени"

## Здания и сооружения
По нечетной стороне:
- № 1 — Спортивная школа № 1. Отделение спортивной гимнастики;
- № 7 — малоэтажный жилой дом (1963);
- № 11 — отель «Макс» (2004);
- № 19 — жилой дом (1983);
- № 19 ст1 — кафе «Домашняя еда» (1989);
- № 19а — жилой дом (1989);
- № 23 — частный дом;
- № 27 — частный дом;
- № 41 — компания по автовыкупу (1970);
- № 45 — частный дом (1961);
- № 47 — частный дом (1961);
- № 51 — жилой дом (2002);
- № 55 — жилой дом (2005), СберБанк, Открытие Банк;
- № 79 — жилой дом (2001);
- № 79 к1 — жилой дом (2004);

По четной стороне:
- № 2 — Областная стоматологическая поликлиника, жилой дом (1987);
- № 4 — жилой дом (1981);
- № 6 — жилой дом (1983);
- № 8 — Пожарная часть № 40. Построена в 1970-е года, предназначена для охраны от пожаров деревянные окраины заречной части Тюмени: Парфеново, Новые юрты, Казарово, Матмасы, Тарманы и др.;
- № 10 — жилой дом (1987);
- № 10Б — Медицинское учреждение (1970);
- № 12 — жилой дом (1982);
- № 12 ст1 (Юганский проезд, 4 к1) — магазин розничной торговли «Ватутинский»;
- № 12 ст1/1 — пост охраны;
- № 12 ст1/2 — торговый павильон;
- № 14 — жилой дом (1978);
- № 14/1 — Библиотека № 4 (открылась 12 ноября 1980 года);
- № 16 — жилой дом (1979);
- № 16а — жилой дом (1978);
- № 16/1 — Административное здание (Почта Банк, Почта России);
- № 16/2 — магазин по продаже цветов;
- № 18 — жилой дом (1981);
- № 18/1 — Детский сад № 123 «Почемучка»;
- № 20 — жилой дом (1979);
- № 20 к1 — Детский сад № 113 «Росинка»;
- № 24 — жилой дом (1978);
- № 24 к1 — продуктовый магазин;
- № 26 — жилой дом (1985);
- № 28 — жилой дом (1979);
- № 30 — жилой дом (1979);
- № 32а — жилой дом (1992);
- № 34 — Отдел УМВД по Тюмени № 6;
- № 44 — компания по прокладке водопровода, канализации и газопровода «УРАЛКОМБУР»;